# عمارت خان (صاحب دیوان)
عمارت خان (صاحب دیوان) مربوط به دوره قاجار است و در شهرستان استهبان، بخش رونیز، دهستان رونیز، داخل تنگ مشرف بر روستای مرغک واقع شده و این اثر در تاریخ ۱۸ شهریور ۱۳۸۷ با شمارهٔ ثبت ۲۳۳۵۹ به‌عنوان یکی از آثار ملی ایران به ثبت رسیده است.